# Josef Fojtík
Josef Fojtík (ur. 11 września 1984 w Kopřivnicach) – czeski hokeista.
Jego brat Jakub (ur. 1987) także został hokeistą.

## Kariera
- HC Vitkovice U18 (2000)
- HC Hawierzów U20 (2000-2001)
- Capital District Islanders (2001-2002)
- Pittsburgh Forge (2002-2003)
- Victoriaville Tigres (2003)
- Danville Wings (2003-2004)
- HC Prostějov (2004-2006)
  -  HC Hawierzów (2004)
  -  HC Zlín (2006)
  -  HC Oceláři Trzyniec (2006)
- VSK Technika Brno (2006-2007)
- HC Přerov (2007)
- HC Prostejov (2007)
- Flint Generals (2007-2009)
  -  Grand Rapids Griffins (2008)
- Saint-Georges Cool FM 103.5 (2009, 2010)
- SV Silz (2009-2010, 2011)
- Neumarkt/Egna (2011)
- HK Nitra (2011-2012)
  -  HC Dukla Trenczyn (2012)
  -  HC Valašské Meziříčí (2012)
- Cracovia (2012-2013)
- HC Nowy Jiczyn (2013-2014)
- Cracovia (2014-2015)
- Allen Americans (2015)
- SV Silz Bulls (2015-2016)
- HC Bobři Valašské Meziříčí (2016-2017)
- HC Poruba (2017-2019)
- SHK Hodonin (2019)
- HC Bobři Valašské Meziříčí (2019)

Od sezonu 2012/2013 zawodnik Cracovii. We wrześniu 2013 przedłużył umowę z klubem. W listopadzie 2013 umowa została rozwiązana. Od sierpnia 2014 ponownie zawodnik Cracovii. Od stycznia 2015 zawodnik amerykańskiego klubu Allen Americans (wraz z nim jego rodak, Patrik Valčák, z którym razem występowali wcześniej w Cracovii). Został zwolniony w marcu 2015. Od października 2015 ponownie zawodnik austriackiego SV Silz Bulls. Od połowy 2016 zawodnik HC Bobři Valašské Meziříčí. Od czerwca 2017 zawodnik klubu z Poruby. Po sezonie 2018/2019 (w którym był wypożyczany) odszedł z klubu, po czym zakończył karierę.

## Sukcesy
Klubowe
- Złoty medal mistrzostw Polski: 2013 z Cracovią
- Superpuchar Polski: 2014 z Cracovią

Indywidualne
- Polska Liga Hokejowa (2012/2013):
  - Pierwsze miejsce w klasyfikacji strzelców w fazie play-off: 12 goli (w 16 meczach)
- Polska Hokej Liga (2014/2015):
  - Szóste miejsce w klasyfikacji strzelców w sezonie zasadniczym: 18 goli